# Islam Bairamukov
Islam Bairamukov (in kazako Ислам Байрамуков?; 12 giugno 1971) è un ex lottatore kazako, specializzato nella lotta libera.

## Palmarès

### Olimpiadi
- 1 medaglia:
  - 1 argento (Sydney 2000 nei 97 kg)